# Maconge
Maconge is een gemeente in het Franse departement Côte-d'Or (regio Bourgogne-Franche-Comté) en telt 97 inwoners (1999). De plaats maakt deel uit van het arrondissement Beaune.

## Geografie
De oppervlakte van Maconge bedraagt 6,3 km², de bevolkingsdichtheid is 15,4 inwoners per km².
De onderstaande kaart toont de ligging van Maconge met de belangrijkste infrastructuur en aangrenzende gemeenten.

## Demografie
Onderstaande figuur toont het verloop van het inwonertal (bron: INSEE-tellingen).